# Poppy Shakespeare
Poppy Shakespeare è un film televisivo inglese del 2008, diretto da Benjamin Ross e tratto dall'omonimo romanzo di Clare Allan.

## Trama
Poppy Shakespeare è una nuova paziente, sana di mente, di un reparto psichiatrico del nord di Londra, al quale è arrivata vestita a festa insistendo di non essere malata di mente. Qui fa amicizia con N, una donna che ha interrotto i legami con il mondo esterno da tredici anni e da allora nutre come unica ambizione di non dover mai più uscire. N, incaricata di prendersi cura di Poppy, non riesce a capire come mai la nuova paziente non sia felice di stare al reparto, ma accetta di aiutarla a guadagnarsi la libertà.